# Basawa

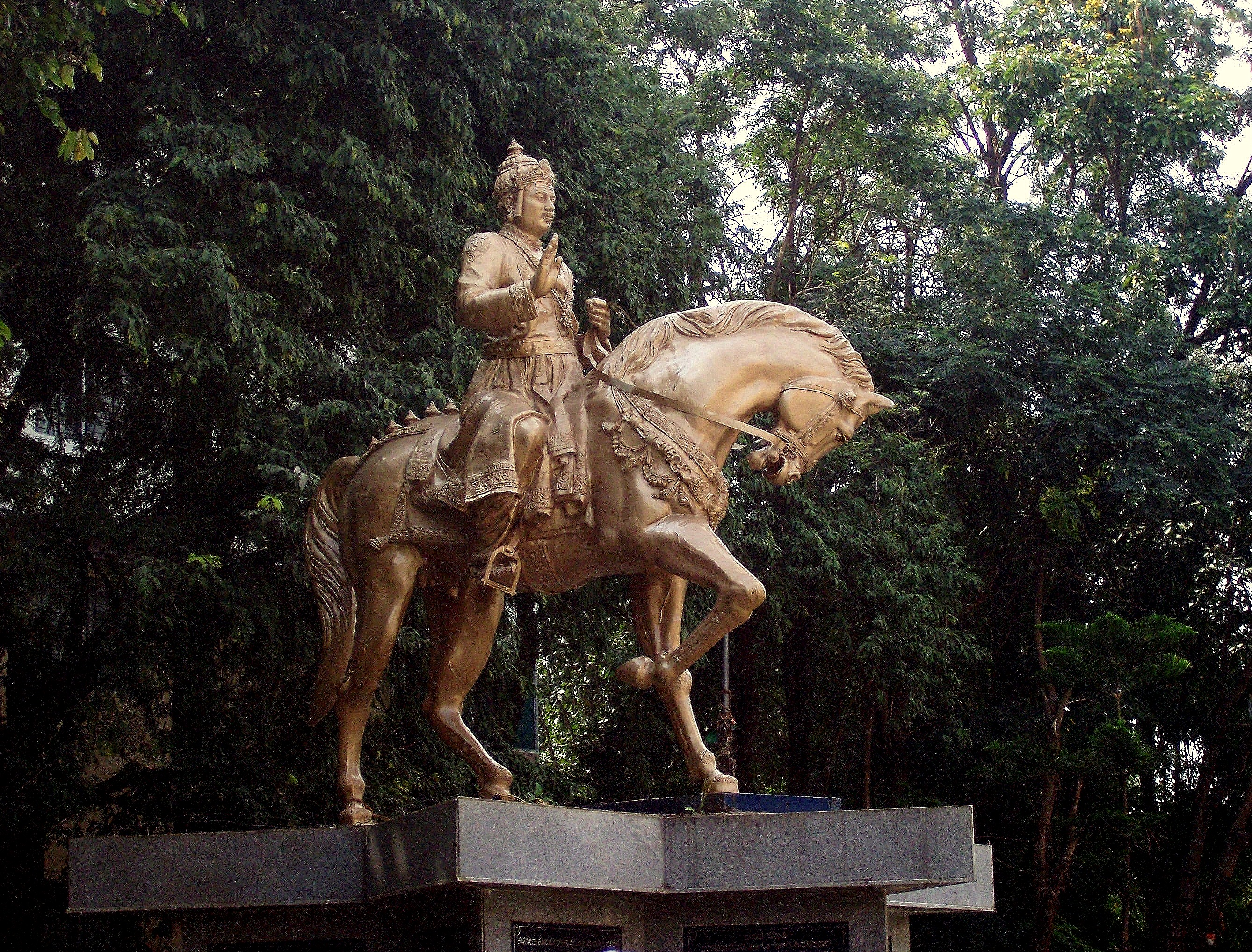
Posąg Basawy w Bengaluru

Basawa (kannada: ಬಸವಣ್ಣ Basavanna)  (1106–1167) – hinduski filozof, poeta i reformator religijny. Założyciel ruchu lingajatów w śiwaizmie. Zwalczał system kastowy, wprowadzał edukację dla kobiet.